# Öjersjö
Öjersjö – miejscowość (tätort) w Szwecji, w regionie administracyjnym (län) Västra Götaland, w gminie Partille.
Według danych Szwedzkiego Urzędu Statystycznego liczba ludności wyniosła: 4394 (31 grudnia 2015), 4554 (31 grudnia 2018) i 4715 (31 grudnia 2019).